# 唐崇惕
唐崇惕（1929年11月26日—），女，福建福州人，中国寄生虫学家。1954年从福建师范学院生物学系毕业，现任厦门大学生物系教授。1991年当选为中国科学院院士（学部委员）。主要从事研究与人类关系密切的人兽共患寄生病的病原发育生物学、流行病学和防治研究。

## 生平
唐崇惕于1929年11月26日出生于中国福建省福州市。1949年进入福建协和大学（今福建师范大学）学习，1954年从福建师范学院生物学系毕业，获得学士学位。毕业后，被分配至华东师范大学生物系教课。受到文化大革命影响，华东师范大学于1970年停办，唐崇惕被下放至霞浦县沙江公社进行劳动。1972年，调到厦门大学任教，1980年起担任厦门大学寄生动物研究室副主任一职，1981年升为副教授。1985年获得博士生导师资格，1986年升为正教授。升为正教授的同年，唐崇惕开始对肝包虫进行研究。1991年，唐崇惕被选为中国教育部科技委员会委员。1991年，当选为中国科学院院士。1995年起开始担任厦门大学寄生动物研究室主任。2010年，开始担任甘肃省动物寄生虫病重点实验室学术委员会主任。

## 荣誉
1978年，唐崇惕荣获中国科学大会科技成果奖，1980年荣获福建省人民政府科技二等奖。1982年、1988年和1990年分别荣获国家自然科学奖三等奖、三等奖和四等奖。1986年，唐崇惕荣获“有突出贡献的中青年专家”称号。次年，荣获福建省五一奖章和福建省“三八”红旗手称号。1988年荣获国家教委科技进步一等奖。1995年，荣获全国“三八”红旗手称号和全国教育系统劳动模范称号。2001年获全国师德先进个人称号。